# Vaják: A Farkas rémálma
A Vaják: A Farkas rémálma (eredeti cím: A The Witcher: Nightmare of the Wolf) 2021-ben bemutatott dél-koreai–amerikai–lengyel animációs kalandfilm, amelyet Lauren Schmidt Hissrich készített a Netflixnek, és ami Andrzej Sapkowski Vaják című könyvsorozatán alapul. A Vaják televíziós sorozat spin-offjaként készült. Ríviai Geralt mentorára, Vesemirre fókuszáló eredettörténet. 2021. augusztus 23-án vált elérhetővé a Netflixen.

## Ismertető
Vesemir a szegénység elől menekülve vajáknak áll, aki pénzért és dicsőségért szörnyeket öl, de amikor újabb veszély merül fel, szembe kell néznie a saját démonaival.

## Szereplők
| Színész                   | Szereplő                       | Magyar hang          |
| ------------------------- | ------------------------------ | -------------------- |
| Theo James                | Vesemir                        | Varga Gábor          |
| David Errigo Jr. (fiatal) | Vesemir                        | Baráth István        |
| Mary McDonnell            | Lady Illyana Zerbst            | Virághalmy Judit     |
| Jennifer Hale (fiatal)    | Lady Illyana Zerbst            | Laudon Andrea        |
| Lara Pulver               | Tetra Gilcrest                 | Törőcsik Franciska   |
| Graham McTavish           | Deglan                         | Szinovál Gyula       |
| Tom Canton                | Filavandrel                    | Miller Zoltán        |
| Kari Wahlgren             | Kitsu                          | Kossuth Gábor        |
| Matt Yang King            | Luka, Skogar                   | Kenéz Ágoston        |
| Jennie Kwan (fiatal)      | Luka, Skogar                   | Kelemen Noel         |
| Darryl Kurylo             | Sven, Nobleman                 | Papucsek Vilmos      |
| A.J. Locascio (fiatal)    | Sven, Nobleman                 | Tóth Márk            |
| Keith Ferguson            | Lord Carlisle, Reidrich        | Maday Gábor          |
| Michaela Dietz            | Tomas                          | Papp-Horváth Levente |
| Harry Hissrich            | fiatal Ríviai Geralt           | Maszlag Bálint       |
| Adam Croasdell            | Dagread király, Nobleman       | Pál Tamás            |
| Nolan North               | Handsome király, Vendor, Bevin | Király Adrián        |
| Luke Youngblood           | Sugo                           | Szemenyei János      |

## Magyar változat
- Magyar szöveg: Szentmihályi Hunor
- Hangmérnök: Csomár Zoltán
- Vágó: Kajdácsi Brigitta
- Gyártásvezető: Kablay Luca
- Szinkronrendező: Dóczi Orsolya
- Zenei rendező: Fellegi Lénárd
- Produkciós vezető:: Madar Zoltán
- További magyar hangok: Bolla Róbert, Bor László, Bordás János, Czifra Krisztina, Fehér Péter, Fehérváry Márton, Gáll Dávid, Hám Bertalan, Kereki Anna, Kovács András Bátor, L. Nagy Attila, Lipcsey-Colini Borbála, Mayer Marcell, Mayer Szonja, Mohácsi Nóra, Nádorfi Krisztina, Németh Attila István, Téglás Judit

A magyar szinkront a Mafilm Audio Kft. készítette.

## Jelölés
| Év   | Díj       | Kategória              | Eredmény |
| ---- | --------- | ---------------------- | -------- |
| 2021 | Annie-díj | Legjobb animációs film | Jelölve  |